# Norderney (Schiff, 1907)
Die Norderney ist ein ehemaliges Feuerschiff, das heute als Museumsschiff in Wilhelmshaven liegt.

## Geschichte als Feuerschiff
Das Schiff wurde 1906 bis 1907 als Norderney I gemeinsam mit dem baugleichen Feuerschiff Norderney II von der AG Weser in Bremen für das Tonnen- und Bakenamt gebaut. Die Ablieferung erfolgte am 14. März 1907, die Kosten trugen zur Hälfte Preußen sowie Hamburg und Bremen zu je einem Viertel. Angetrieben wurde das Schiff zunächst von einer 150 PS leistenden Dampfmaschine. 1952 bis 1954 wurde der Antrieb im Zuge einer Modernisierung des Schiffes umgestellt, dabei wurde das Schiff mit einem Sechszylinder-MWM-Dieselmotor mit einer Leistung von 228 kW ausgerüstet.
Am 5. Mai 1907 besetzte es die Station Norderney. 1939 wurde die Station aufgelöst.
Das Schiff war danach zunächst Reservefeuerschiff für andere Stationen in der Deutschen Bucht. Am 31. Oktober 1936 übernahm es die Station Elbe 1, nachdem das Feuerschiff Bürgermeister O’Swald auf dieser Station untergegangen war. Von 1939 bis 1945 lag das Schiff als Leuchtschiff H auf der Station Elbe 2, ab 1945 dann wieder auf der Station Elbe 1.
Am 7. November 1948 wurde es von der Station Elbe 1 eingezogen, da der Neubau Bürgermeister O’Swald II die Station übernahm. Von 1949 bis 1952 war das Schiff Reservefeuerschiff für die Stationen Elbe 1, Weser und Bremen.
Am 26. März 1954 wurde das Schiff dann auf der Station Weser ausgelegt, in den Jahren 1955 und 1956 aber wegen schlechter See-Eigenschaften und zu niedriger Motorenleistung nach dem Umbau von Dampf- auf Motorenantrieb auf die Station Bremen verlegt. 1956 wurden schließlich erneut Umbauarbeiten am Schiff durchgeführt. Anschließend wurde es wieder auf der Station Weser ausgelegt. Das Leuchtfeuer hatte eine Tragweite von 19 Seemeilen.

## Geschichte als Museumsschiff

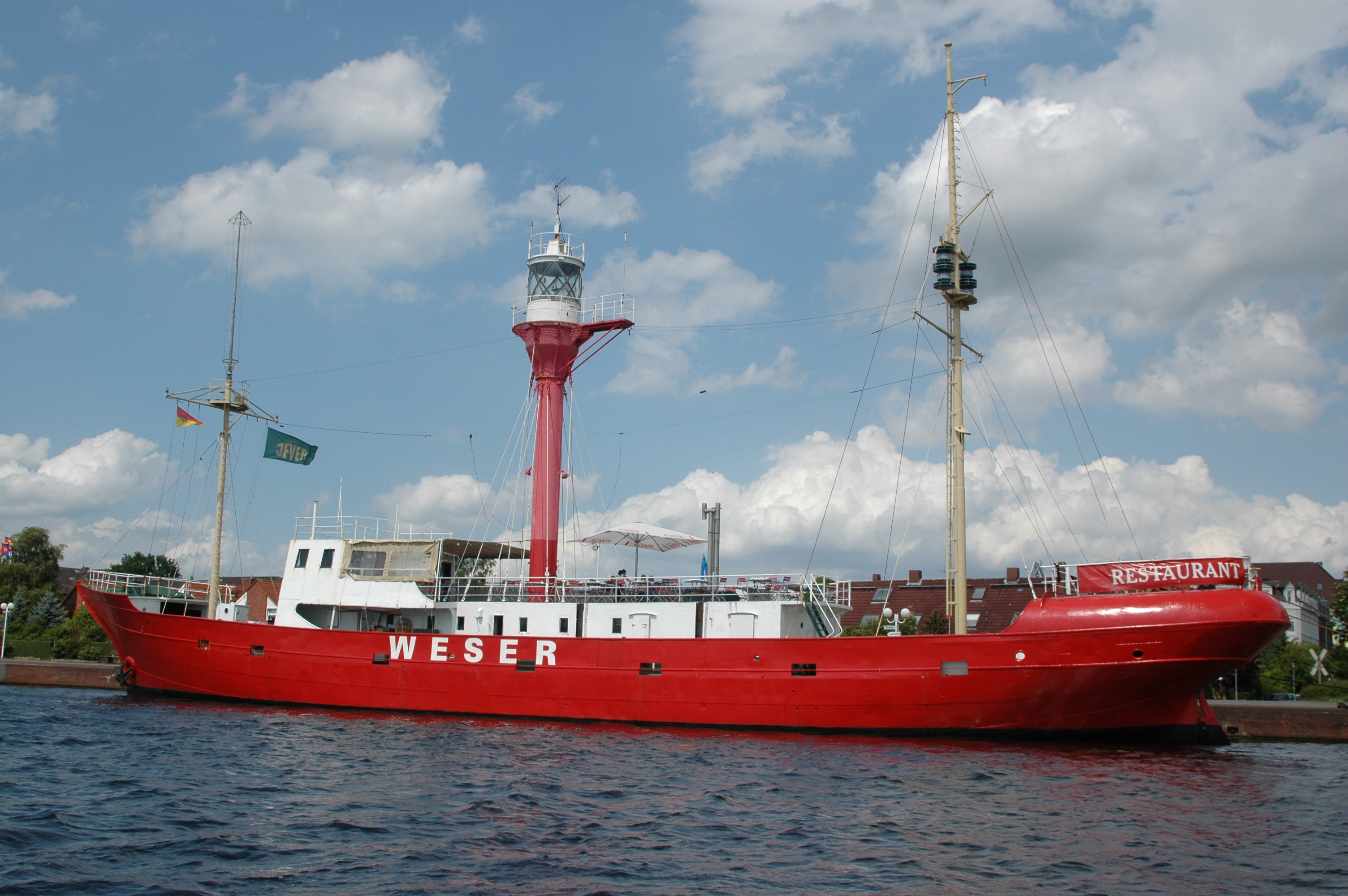
2009 als Museums- und Restaurantschiff am Bontekai in Wilhelmshaven

Am 23. September 1981 wurde das Schiff wegen zu hoher Unterhaltungskosten als letztes Feuerschiff auf der Weser außer Dienst gestellt und durch eine Großtonne ersetzt. Das Schiff wurde zunächst aufgelegt. Am 1. März 1983 übernahm die Wilhelmshavener Segelkameradschaft Klaus Störtebeker e. V. die Betreuung als Museums- und Restaurantschiff am Bontekai.
Nachdem die Segelkameradschaft den Unterhalt des Schiffes nicht mehr gewährleisten konnte, wurde es im Juni 2017 vom Bontekai an den Nordfrost-Nordwestkai geschleppt. Da Nordfrost den Liegeplatz aber benötigte, wurde das Schiff am 14. Dezember 2017 in den Handelshafen geschleppt und dort aufgelegt.
Ab 2023 wurde das Schiff auf der Neuen Jadewerft restauriert und umbenannt. Es trägt jetzt wieder seinen Baunamen Norderney und der Stationsname wurde von Weser in Wilhelmshaven geändert. Am 9. September 2024 wurde es zu einem neu hergerichteten Liegeplatz am Küstenmuseum geschleppt. Nach Abschluss der dortigen Restarbeiten soll es wieder als Museumsschiff zugänglich sein.